# Jas Gawronski
Jas Gawronski (Vienna, 7 febbraio 1936) è un giornalista, scrittore e politico italiano.

## Biografia
Nasce a Vienna il 7 febbraio 1936, sesto figlio di Jan Gawronski, politico e diplomatico polacco del periodo della seconda guerra mondiale, e della scrittrice italiana Luciana Frassati, figlia del giornalista Alfredo Frassati, direttore del quotidiano torinese La Stampa, e sorella del beato Pier Giorgio Frassati.

### Carriera giornalistica
Laureatosi in Giurisprudenza all'Università di Roma La Sapienza, è stato dapprima un corrispondente Rai da New York, Parigi, Mosca e Varsavia; successivamente, curatore di programmi culturali, scientifici e politici negli anni ottanta sulle reti Fininvest/Mediaset (presentò la trasmissione televisiva scientifica Big Bang, in onda prima su Canale 5 e poi su Rete 4 dal 1985 al 1989). Divenne poi collaboratore de La Stampa.

### Carriera politica

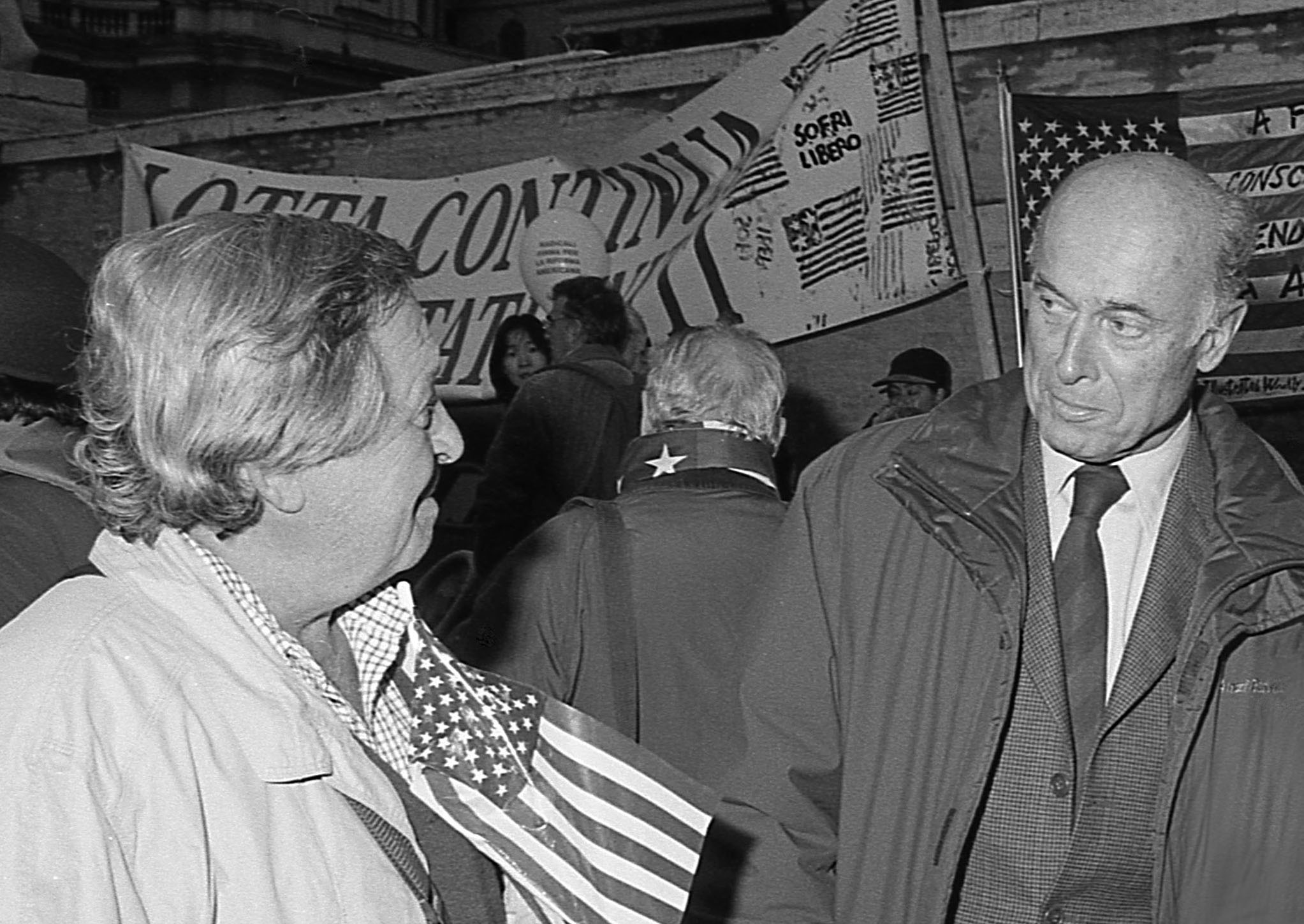
Jas Gawronski alla manifestazione pro USA nel 2001 a Roma

Nella carriera politica invece, divenne dapprima consigliere comunale di Torino, quindi consigliere regionale del Piemonte per il Partito Repubblicano Italiano, poi portavoce del Presidente del Consiglio Silvio Berlusconi (1994-1995), senatore della Repubblica (dal 1996 al 1999), parlamentare europeo per cinque legislature (dal 1981 al 1994, con il PRI e dal 1999 al 2009 con Forza Italia). Alle elezioni politiche del 1996 viene eletto senatore della XIII legislatura della Repubblica Italiana nella circoscrizione Piemonte per il Polo per le Libertà. Fu rieletto nuovamente deputato del Parlamento europeo nel 1999 per la lista di Forza Italia. Sempre per Forza Italia è stato riconfermato nel 2004, nella circoscrizione nord-ovest, dopo la rinuncia di Berlusconi (incompatibile con la carica di governo); Gawronski ricevette circa 35.000 preferenze, poco più di quelle ottenute da Iva Zanicchi, risultata in testa dopo il primo provvisorio conteggio.
Fu poi iscritto al gruppo parlamentare del Partito Popolare Europeo, quindi divenne membro della Commissione per gli affari esteri, poi della Commissione per i trasporti e il turismo, quindi della Delegazione per le relazioni con i paesi del Sud-Est asiatico e la relativa Associazione delle nazioni (ASEAN); successivamente anche della Delegazione per le relazioni con la Penisola coreana, quindi all'Assemblea parlamentare Euromediterranea.
Dal gennaio 2012 è presidente della Quadriennale di Roma.

## Opere
- Primi piani - Incontri con i protagonisti del nostro tempo, Bompiani, 1989
- Il mondo di Giovanni Paolo II, Mondadori, 1994
- Vinti e vincitori, Dalai Editore, 1999
- A cena dal papa e altre storie, Aragno, 2015
- Da Giovanni Paolo II a Giovanni Agnelli, Aragno, 2022